# Lamellariinae
Lamellariinae is een onderfamilie van weekdieren uit de klasse van de Gastropoda (slakken).

## Geslachten
- Calyptoconcha Bouchet & Warén, 1993
- Coriocella Blainville, 1824
- Hainotis F. Riedel, 2000
- Lamellaria Montagu, 1816
- Mysticoncha Allan, 1936
- Pseudosacculus Hirase, 1928